# أوين هيوز
أوين هيوز (بالإنجليزية: Owen Hughes)‏ هو راكب الكنو نيوزيلندي، ولد في 6 يوليو 1971.

## وصلات خارجية
- أوين هيوز على موقع أوليمبيديا (الإنجليزية)